# Xestoleberis grevei
Xestoleberis grevei is een mosselkreeftjessoort uit de familie van de Xestoleberididae. De wetenschappelijke naam van de soort is voor het eerst geldig gepubliceerd in 1989 door Hartmann.